# 埃聚尔·古德约翰森
埃聚尔·斯马里·古德约翰森（1978年9月15日—），著名冰島職業足球員，於2017年退役，現時擔任冰島國家足球隊助理教練。司職前鋒，也可擔任攻擊中場。
值得一提的是，古莊臣是目前少數擁有家族姓氏的冰島人。（大部分冰島人的姓氏均從父或母的名字再延伸）

## 球會生涯

### 早期
埃聚爾·薩邁里的父親愛諾爾·古德約翰森是冰島足球名將之一。他父親主要在比利時足球甲級聯賽踢球，尤其是以效力安德來赫特之時最為出名。埃聚爾·薩邁里出生之時他父親只有17歲，時值在他父親前往比利時踢球之前。他的父親在結束比利時的足球生涯之後返回冰島，埃聚爾·薩邁里也加入雷克亞維克的瓦鲁尔隊，他第一次上陣只有15歲。在1994年他投效荷甲勁旅PSV燕豪芬。儘管當時隊上有許多優異的前鋒，包括年輕時的朗拿度；他還是以僅17歲的年齡為球隊上陣，不久之後更在歐洲冠軍聯賽對巴塞罗那的比賽中上場。
在1996年的下半季，埃聚爾·薩邁里飽受踝關節傷勢之苦，因為一個難以診斷的肌腱炎。在他受傷之際PSV燕豪芬將他解雇。埃聚爾·薩邁里之後轉投冰島的KR雷克亞維克。

### 保頓
1998年，古莊臣與英超球隊保頓簽下合約，在效力球隊的兩個賽季中，他為球隊在聯賽上陣55場，攻入了18個入球，並曾幫助球隊打入足總杯和英格蘭聯賽杯的準決賽。其出色的表現吸引了一些大球會的關注。

### 車路士
在2000年底因為保頓面臨財務危機，古莊臣以4百萬英鎊轉會車路士。他和荷蘭的哈索賓基組成強力的鋒線搭檔。在01/02英超賽季，他攻入14個聯賽入球，哈索賓基則有23個。
在2003年初，他承認有他好賭症，他說他在5個月間在賭場輸了40萬英鎊。
埃聚爾·薩邁里優異的盤球技術，以及射門技巧，使得他在效力車路士之時進了不少令人印象深刻的進球。例如他在02/03賽季對上列斯聯的倒掛射門，是他在英超被認為最佳的入球。其他還包括03/04賽季車路士主場對富咸的進球以及2004年十月對陣布萊克本流浪者所上演的帽子戲法。摩連奴任職教練之後，他把埃聚爾·薩邁里放在較靠中場的位置，埃聚爾·薩邁里欣然接受。
在阿布拉莫维奇於2003年入主車路士之後，球隊自各地網羅了許多一流前鋒球員；例如杜奧巴和基斯普。由於球會有眾多優異前鋒，埃聚爾·薩邁里的先發地位可能不保，但是在03/04及04/05賽季，他仍然是隊上的經常先發。不過在05/06賽季，他卻變成和艾辛負責中場位置，杜奧巴和基斯普則成為對上的前鋒組合。

### 巴塞隆拿

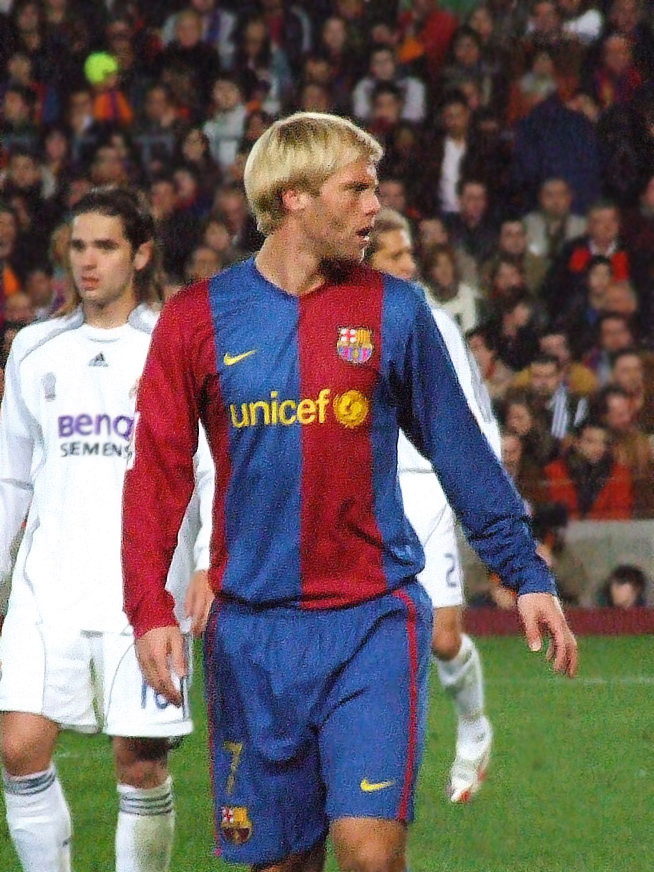
古莊臣於07年對皇馬的賽事中上陣

當車路士於2006年中再度買進大牌球員，埃聚爾·薩邁里開始考慮他在英超的未來。新來的球員尤其以前AC米蘭的前鋒舒夫真高對他威脅最大。他最後在2006年6月14日決定加盟巴塞罗那，他與新東家簽下了3年的合約，並附帶選擇性的一年合約延長。他的來到是取代瑞典國腳軒歷·拿臣，拿臣在05/06賽季結束之後決定回家鄉的赫爾辛堡踢球。
埃聚爾·薩邁里的轉會費是1千2百萬歐元，另外還有3百萬歐元視他的表現而定。在8月28日的西甲比賽是他第一場為巴塞隆納上陣。他在比賽只剩下3分鐘之時攻入致勝球，幫助球隊以3-2勝切爾達。
在巴塞隆拿其間他一直是球隊重要的成員，更在08/09賽季協助球隊赢得三冠王（歐洲聯賽冠軍盃冠軍、西班牙甲組足球聯賽冠軍、西班牙國王盃冠軍）的美譽。

### 摩纳哥
2009年夏季，冰島前鋒收到多間球會的邀請，包括土超球隊比錫達斯，法甲球隊馬賽、里昂，英超球隊韋斯咸、熱刺和希超球隊彭拿典奈高斯。最終古莊臣以200萬歐元轉投法甲球隊摩纳哥，穿上9號球衣。

### 外借熱刺
2010年1月轉會窗，雖然易主的韋斯咸希望引入古莊臣取代因傷退役的艾殊頓，但最終他選擇加盟熱刺，於1月28日正式簽約，以借用身份效力到球季結束，期間合共上陣14場，在聯賽及足總盃各取得一個入球。

### 史篤城
2010年8月31日在轉會窗關閉前，古莊臣原本以外借身份效力英超球會史篤城一個球季，但由於他與摩纳哥僅餘一年合約在身，兩會達成正式轉會協議，金額沒有透露，簽約一年。惟領隊東尼·佩利斯一直不滿古莊臣狀態不足，上半季僅獲派5次後補上陣，於2011年1月31日被借用到富咸直到球季結束。

### AEK雅典
球季結束後古莊臣約滿離開史篤城，其保頓舊上司艾拿戴斯招攬他加盟韋斯咸，於通過體測仍遲遲不肯簽約而拉倒。最終在2011年7月19日投效希超球會AEK雅典，簽約兩年，據報合約條件豐厚，每季可以賺取65萬歐元，連同獎金花紅更可高達150萬歐元。但於2011年10月15日古莊臣於聯賽對期間弄斷右腳，可能要提早結束球季。古莊臣最後能於球季結束前三輪比賽復出。2012年7月25日古莊臣與財政緊絀的AEK雅典達成協議提早中止合約離隊，據報有20萬歐羅賠償。

### 西雅圖海灣者
2012年9月4日，傳媒透露古莊臣正於美職聯球隊西雅圖海灣者操練有可能加盟。但最後因球會薪金上限而取消。

### 色格拉布魯日
2012年10月1日，古莊臣加盟當時比利時足球甲級聯賽排名榜末球隊色格拉布魯日，合約至2012/13球季尾。

### 布魯日
2013年1月13日，古莊臣由色格拉布魯日轉投同市球隊布魯日，合約為期一年半至2014年夏季。

### 重返保頓
離開布魯日後，古莊臣於2014年11月開始於保頓跟操，同年12月4日簽約至2014/15季尾。

### 石家庄永昌
2015年7月5日，中超联赛球队石家庄永昌足球俱乐部官方宣布，正式与冰岛外援古德约翰森签约。

### 莫迪
2016年2月12日，古莊臣加盟挪超球會莫迪，合約為期兩年。

## 國家隊生涯
古莊臣於1996年便為冰島國家足球隊上陣，曾經是國家隊隊長，現時以24個入球成為冰島史上入球最多的國家隊球員。
在1996年的4月24日，他和父親創造了歷史；在一場冰島對愛沙尼亞的友誼賽上，埃聚爾·薩邁里與父親一同為冰島上陣踢球。他的父親先發上陣，下半場他再替補他父親。這是足球的國家隊比賽中歷史上第一次有父子一同上場的紀錄，最終冰島以3-0勝出。

## 足球風格
古莊臣被認為是一個控球能力強，擁有出色的射術和創造力的球員。在車路士時，他主要擔任前鋒，但也會在較靠中場的位置發揮。效力巴塞隆拿時期，古莊臣憑藉廣闊的視野和出色的傳球能力使他在球隊主要擔任攻擊中場的角色。古莊臣多方面的能力和良好的工作態度使他成為領隊喜歡的球員。

## 榮譽
PSV燕豪芬
- 荷蘭甲組足球聯賽冠軍：1996/97年
- 荷蘭盃冠軍：1996年
- 告魯夫盾冠軍：1996年

KR雷克亞維克
- VISA-bikar冠軍：1998年

車路士
- 英格蘭超級足球聯賽冠軍：2004/05年、2005/06年
- 英格蘭聯賽盃冠軍：2005年
- 英格蘭社區盾冠軍：2000年、2005年

巴塞隆拿
- 西班牙甲組足球聯賽冠軍：2008/09年
- 歐洲聯賽冠軍盃冠軍：2008/09年
- 西班牙國王盃冠軍：2008/09年
- 西班牙超級盃冠軍：2000年、2009年
- 歐洲超霸盃冠軍：2009年
- 加泰隆尼亞盃冠軍：2007年

國家隊
- 2004年夏季足總杯賽（英语：2004 FA Summer Tournament）季軍

個人
- 英超聯賽每月最佳入球：2003年1月

## 外部連結
- 足球数据库：埃聚尔·古德约翰森的球员统计数据
- FootballDatabase provides Eiður Guðjohnsen's profile and stats
- BBC profile （页面存档备份，存于）
- 摩納哥官方 古莊臣檔案
- 熱刺官方 古莊臣檔案 （页面存档备份，存于）